# Сафина, Динара Мубиновна
Дина́ра Муби́новна Са́фина (тат. Динара Мөбин кызы Сафина; род. 27 апреля 1986, Москва) — российская теннисистка и телекомментатор, Заслуженный мастер спорта России. Бывшая первая ракетка мира в одиночном разряде, победительница турнира Большого шлема в парном разряде (Открытый чемпионат США-2007), финалистка трёх турниров Большого шлема в одиночном разряде, финалистка турнира Большого шлема в парном разряде (Открытый чемпионат США-2006), серебряный призёр Олимпийских игр в одиночном разряде, победительница 21 турнира WTA (из них 12 в одиночном разряде), двукратная обладательница Кубка Федерации (2005, 2008) и финалистка Кубка Хопмана (2009) в составе сборной России, бывшая восьмая ракетка мира в парном разряде.
В юниорах: финалистка юниорского турнира Большого шлема в одиночном разряде (Уимблдон-2001), финалистка юниорского турнира Большого шлема в парном разряде (Открытый чемпионат Франции-2000), бывшая девятая ракетка мира в юниорском рейтинге.

## Общая информация
Динара — младшая из двух детей Мубина Сафина и Раузы Ислановой, сестра теннисиста Марата Сафина. Отец семейства — директор теннисного клуба в Москве, а мать — бывшая советская теннисистка, а позже — теннисный тренер, работавшая не только с сыном и дочерью, но и с другими лидерами российского женского тенниса начала XXI века: Еленой Дементьевой, Анастасией Мыскиной и Анной Курниковой.
Россиянка в теннисе с семи лет. Любимые покрытия — грунт и хард. Сафина — агрессивный игрок задней линии, любящая атаковать с максимальной силой все восходящие мячи, попадающие на её половину корта; также Динара обладает мощной первой подачей. Слабой стороной Сафиной как игрока является её моральная устойчивость — немало матчей на высоком уровне она уступила не сумев перенастроить себя на борьбу неудачно начав матч. На пике карьеры эти ментальные проблемы были не столь сильны.
Награды и звания
- Медаль ордена «За заслуги перед Отечеством» II степени (2 августа 2009) — за большой вклад в развитие физической культуры и спорта, высокие спортивные достижения на Играх XXIX Олимпиады 2008 года в Пекине[5]

## Спортивная карьера

### Начало карьеры
Юниорские годы
Сафина была заметной силой в российском теннисе уже в юниорские годы: в 1999 году она была одним из членов сборной страны в командном трофее ITF среди четырнадцатилетних, в составе которой завоевала титул чемпионок турнира, поучаствовав и в решающей победе над сборной Словакии. Уже к пятнадцати годам Динара вошла в топ-10 рейтинга старших юниоров, а за год до этого впервые добралась до финала юниорского турнира серии Большого шлема — в паре с Матеей Межак, попав туда на Открытом чемпионате Франции. В борьбе за титул они проиграли известным в дальнейшем, в том числе по парным выступлениям, теннисисткам Марии Хосе Мартинес Санчес и Анабель Медине Гарригес. Пиковый рейтинг совпал и с главными успехами в одиночном разряде: в 2001 году Динара добралась до финала на Уимблдонском турнире (уступив Анжелик Виджайе), после чего предприняла ещё одну попытку покорить турнир Большого шлема: на Открытом чемпионате США, но уступила там уже в третьем раунде. После этого выступления она завершила выступления среди сверстниц, полностью перейдя во взрослый тур.
Первые годы взрослой карьеры
С ранних лет тренируясь в испанской Валенсии Сафина на местных же турнирах начала и свои взрослые выступления: поздней осенью 2000 года и в начале 2001 года она сыграла несколько 10-тысячников на Мальорке, добившись своих первых финалов на этом уровне как в одиночном разряде, так и в паре. В марте 2001 года Сафина выиграла второй 10-тысячник в одиночках в Риме. В мае россиянка провела свои первые матчи и на соревнованиях WTA: на турнире в Мадриде, где не сумев пройти квалификацию в одиночном разряде, Сафина, вместе со Светланой Кузнецовой прошла отбор в паре и они выиграли один матч в основной сетке. Осенью Динара также попробовала свои силы на турнире в Москве, но не прошла квалификацию ни в одиночном, ни в парном разряде.
Через год Сафина улучшила свои результаты, начав сезон на 10-тысячниках, она в апреле 2002 года смогла удачно воспользоваться специальным приглашением в основную сетку турнира в Оэйраше, где переиграв в первом круге 39-ю ракетку мира Мартину Суху, Сафина затем выиграла ещё двух соперниц и добралась до полуфинала. В мае Динара неплохо отыграла ещё один турнир WTA: в Мадриде, где, пройдя через квалификацию, вышла во второй раунд основы. Два этих грунтовых успеха подняли россиянку из пятой сотни рейтинга к границе второй, позволив на Уимблдоне дебютировать в квалификации взрослого турнира Большого шлема, уступив в финале отбора лишь в концовке решающего сета. Эта неудача никак не сказалась на результатах россиянки. В июле на одном турнире ассоциации — в Касабланке, она вновь проиграла в финале квалификации, а на другом — в Сопоте — успешно преодолела и отбор и выиграла пять матчей в основной сетке затем, завоевав свой первый титул в элитном протуре. В финале её последняя соперница — Генриета Надьова — не смогла доиграть финал из-за небольшой травмы. Этот успех позволил 16-летней Сафиной пробиться в первую сотню рейтинга и уже на Открытом чемпионате США без отбора впервые сыграть в основной сетке Большого шлема, где она доиграла до второго раунда (проиграв в нём чемпионке того года Серене Уильямс. Год завершился на московском турнире, где Динара выиграла один матч в основной сетке у № 14 в мире на тот момент Сильвии Фарина.

### 2003—2005 (попадание в топ-20 и победа в Кубке Федерации)
В 2003 году уровень выступлений и рейтинга позволил Сафиной отказаться от выступлений на соревнованиях младших серий и за счёт одних турниров WTA она закрепилась в первой сотне одиночного рейтинга, чуть поднявшись в нём по итогам года. На старте сезона в дуэте с Даей Бедановой она вышла в парный финал турнира в Канберре. В феврале Сафина сыграла в 1/4 финала турнира в Дохе, обыграв для этого Светлану Кузнецову. В мае на Открытом чемпионате Франции Динара дебютировала на Большом шлеме в парном разряде. Пик результатов пришёлся на вторую половину лета: россиянка выиграла свой второй титул WTA — в Палермо (переиграв в финале Катарину Среботник), вышла в 1/4 финала в Сопоте, а затем впервые пробилась в четвёртый раунд турнира Большого шлема: на Открытом чемпионате США. В осенней части сезона она сыграла три турнира и на одном из них (в Шанхае) вышла в четвертьфинал.
В 2004 году продолжился качественный рост результатов Сафиной. В одиночном разряде Динара поднялась на десять позиций по итогам года. В начале года она вышла в 1/4 финала турнира в Голд-Косте. На Открытом чемпионате Австралии она сумела выйти в третий раунд, обыграв Аманду Кётцер, а в парном разряде, сотрудничая с Жанеттой Гусаровой, они сломили сопротивление двух сеянных команд и смогли выйти в четвертьфинал — первый для Сафиной на Больших шлемах. Чтобы сыграть в феврале на зальном турнире 2-й категории в Париже Динара прошла три раунда квалификации и в основной сетке переиграла Янкович, Шнидер и Скьявоне, пройдя в полуфинал, в котором проиграла лишь будущей чемпионке Ким Клейстерс. Большую часть сезона Сафина не показывала сильных результатов, проигрывая в первых и вторых раундах на всех турнирах. В сентябре она выиграла первый парный титул в основном туре, завоевав его на турнире в Пекине в партнёрстве с Эммануэль Гальярди, где в финале были обыграны Мария Венто Кабчи и Хисела Дулко. В парном разряде в 2004 году россиянка впервые вошла в топ-100 рейтинга, а к концу сезона пробилась в топ-30. В октябре Сафиной удалось выйти в финал зального турнира в Люксембурге, в котором она проиграла австралийке Алисии Молик.
Через год Сафина пробилась в топ-20 одиночной классификации, заметно подняв стабильность выступлений. В 2005 году она наиболее часто выступала в парном разряде совместно с испанской теннисисткой Анабель Мединой Гарригес. В начале сезона их дуэт сыграл в парном финале в Хобарте и вышел в 1/4 финала на Открытом чемпионате Австралии. В феврале Сафина впервые стала чемпионкой на турнирах 2-й категории WTA. Она победила на турнире в Париже, обыграв в решающих стадиях местных лидеров Татьяну Головин и в финале четвёртую ракетку мира Амели Моресмо (первая победа над игроком топ-10). Также на кортах в Париже, а через неделю в Антверпене она достигла парного финала с Мединой Гарригес.
В апреле 2005 года Сафина получила первый вызов в сборную России на матчи розыгрыша Кубка Федерации. В первой встрече 1/4 финала против Италии, которую представляла Франческа Скьявоне, Динара проиграла в двух сетах, но в последнем не решающем парном матче она принесла 4-е очко своей команде в сотрудничестве с Верой Душевиной. На следующем для себя турнире после игр за сборную — в Оэйраше Динара смогла доиграть до полуфинала. Через две недели он смогла выиграть грунтовый турнир в Праге, обыграв в решающем матче Зузану Ондрашкову. В июне сотрудничество в парном разряде с Мединой Гарригес, наконец-то приносит титул. На турнире в Хертогенбосе с четвёртой попытки в сезоне их пара смогла выиграть финальный матч. На Уимблдонском турнире в этом сезоне Сафина впервые выиграла матчи в основной сетке в одиночках и прошла в третий раунд.
В июле 2005 года Сафина была привлечена к играм за сборную в полуфинале Кубка Федерации против сборной США, но сыграла лишь в парной встрече с Душевиной. Этот матч уже ничего не решал, но российский дуэт выиграл его, установив окончательный счёт полуфинала 4:1. На 2005 же год пришлось два из трёх участия Сафиной в сетке турниров смешанных пар на соревнованиях Большого шлема, один из которых — на Открытом чемпионате США, вместе с Энди Рамом — принёс ей единственный в карьере выход в полуфинальную стадию в миксте. В сентябре Сафиной вновь предстояло сыграть в парной встрече финала Кубка Федерации против команды Франции. На этот раз этот матч решал кому достанется титул, счёт к решающей встрече был 2:2. Вместе с Еленой Дементьевой Сафина победила Амели Моресмо и Мэри Пирс (6:4, 1:6, 6:3), принеся команде второй подряд титул чемпионок турнира. После успеха в Кубке Федерации Сафина отправилась на турнир в Люксембурге, где вышла в полуфинал. Такого же результата она добилась на турнире 1-й категории в Москве, где в 1/4 финала смогла обыграть лидера мировой классификации Марию Шарапову (1:6, 6:4, 7:5). Последним в сезоне для неё стал турнир в Хасселте, на котором Динара также пробилась в 1/2 финала.

### 2006—2008 (финал на Ролан Гаррос и Олимпиаде. Парный титул Большого шлема)

2006 год. Сафина на турнире в Австралии.

В 2006 году качественное улучшение результатов продолжилось и Сафина вплотную подтянулась к первой десятке одиночного рейтинга, заметно улучшив свои результаты на крупных турнирах. На турнирах Большого шлема Динара за сезон впервые выиграла больше десятка матчей. Начала сезон она с выхода в полуфинал турнира в Голд-Косте в одиночном разряде, а в парном она смогла выиграть титул в дуэте с Меган Шонесси. В феврале она дважды доходила до 1/4 финала в Париже и Антверпене и выиграла ещё один парный приз в альянсе Катариной Среботник (также в Антверпене). В марте на турнире 1-й категории в Индиан-Уэллсе ей удалось выйти в четвертьфинал.
В грунтовой части сезона Сафина неплохо сыграла в мае на двух турнирах 1-й категории: сначала в Берлине она вышла в полуфинал, а затем на турнире в Риме обыграла подряд трёх теннисисток из топ-10 (Ким Клейстерс, Елену Дементьеву и Светлану Кузнецову) и вышла в финал, в котором проиграла Мартине Хингис. На Открытом чемпионате Франции Сафина впервые вышла в четвертьфинал Большого шлема в одиночном разряде. В четвёртом раунде она в трёх сетах обыграла Марию Шарапову, но затем не смогла одолеть Светлану Кузнецову.
В июне 2006 года на траве Сафина сыграла два турнира, начав с финала в Хертогенбосе, в котором проиграла Михаэлле Крайчек, и закончив третьим раундом Уимблдонского турнира. В американской хардовой части сезона Сафина смогла выйти в полуфинал турнира 1-й категории в Монреале, а на Открытом чемпионате США доиграла до четвертьфинала (второй раз в сезоне на Больших шлемах). В парном разряде в команде со Среботник она вышла в свой первый финал на турнирах Большого шлема, переиграв в полуфинале прошлогодних чемпионок и лидеров посева — Лизу Реймонд и Саманту Стосур, они в титульном матче не смогли справиться с Натали Деши и Верой Звонарёвой. Осенью Сафина впервые смогла подняться в топ-10 одиночного рейтинга. Динара могла побороться за место на Итоговом турнире, но уровня её результатов в осенние недели не хватило и она закончила год на 11-м месте в рейтинге.
Через год одиночные выступления Сафиной впервые нарушили положительную динамику её карьеры: в третий раз подряд закончив год в топ-20, россиянка, тем не менее, оказалась далека от борьбы за место на Финале тура WTA. Начался сезон 2007 года с успеха на турнире в Голд-Косте, где Сафина смогла выиграть одиночные (в финале обыграв Мартину Хингис) и парные (в команде с Катариной Среботник) соревнования. На Открытом чемпионате Австралии Динара доиграла до третьего раунда, затем были четвертьфиналы в Париже и Антверпене. В марте на турнире 1-й категории в Майами она доиграла до четвёртого раунда. В апреле, перейдя на грунт, Сафина сначала сыграла на турнире в Амелия-Айленде и вышла там в 1/4 финала. Затем она имела успех на зёлёном грунте турнира в Чарлстоне, где смогла пробиться в финал, уступив Елене Янкович. В мае на турнирах 1-й категории в Берлине и Риме Сафина проигрывала в 1/4 финала, а на Ролан Гаррос доиграла до четвёртого раунда, уступив в нём Серене Уильямс.
В июне 2007 года Сафина вышла в полуфинал турнира в Хертогенбосе, а на Уимблдоне проиграла уже во втором раунде. В американской хардовой части сезона Сафина особых успех не достигла в одиночном разряде и проиграла на Открытом чемпионате США в четвёртом раунде Жюстин Энен. Зато в парном разряде Динара смогла выиграть свой единственный Большой шлем в карьере. Она сыграла в Нью-Йорке в паре с Натали Деши и они проиграли за шесть матчей лишь сет. Имевшие изначально седьмой номер посева, они переиграли четыре сеянных пары, в том числе в финале № 5 посева Чжань Юнжань и Чжуан Цзяжун из Тайваня. Динара закончила год четырнадцатой в парном рейтинге, побывав в трёх финалах и выиграв два титула. В одиночном разряде осенью она лучше всего выступила на домашнем турнире в Москве, сумев там выйти в полуфинал. В одиночном рейтинге Сафина завершила год на 15-м месте.

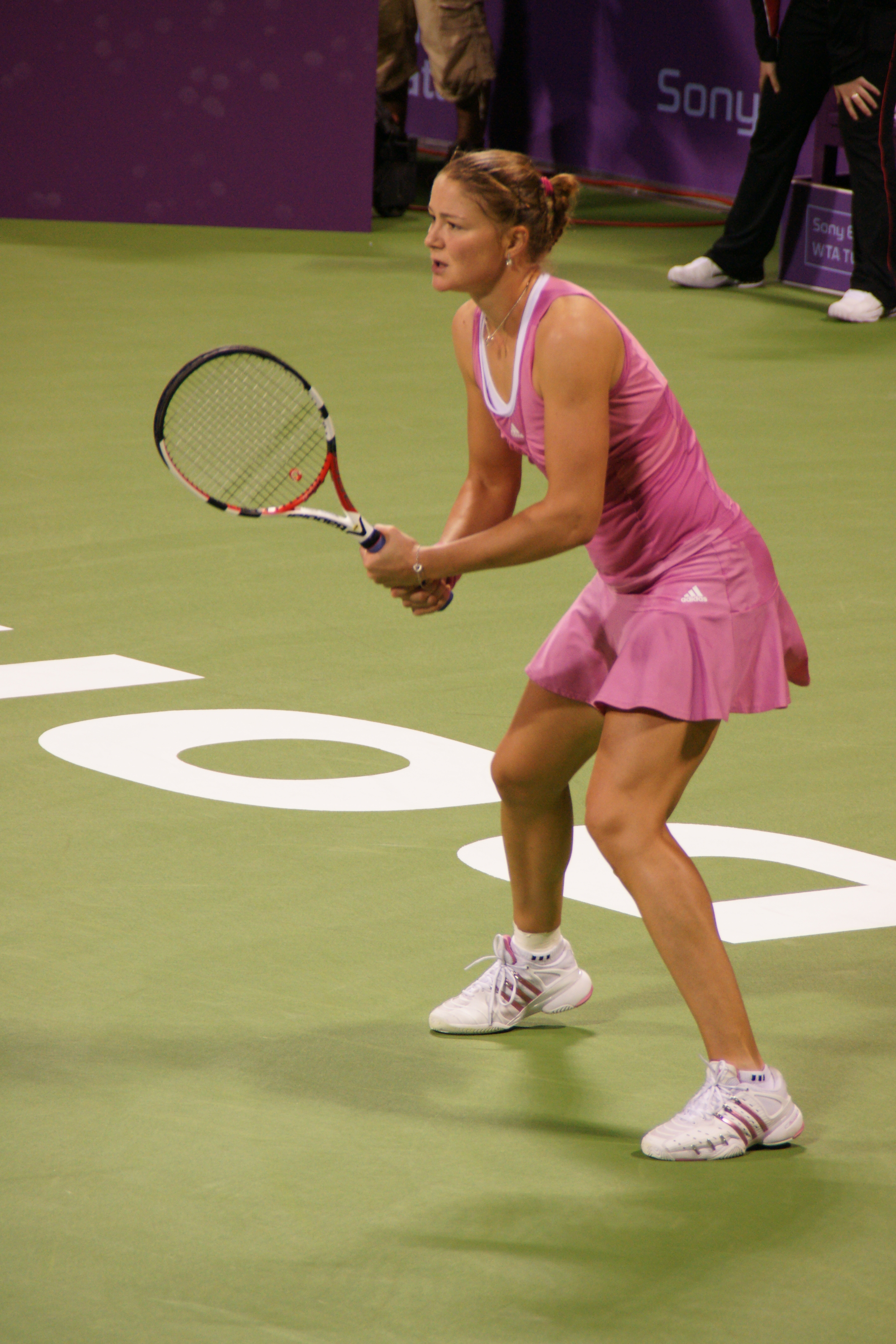
Сафина на Итоговом турнире 2008 года

В 2008 году Сафина смогла качественно улучшить свои результаты. Сотрудничая с Желько Краяном, россиянка не только смогла закрепиться в топ-10, но и стала одним из лидеров одиночного тура. На старте сезона она выиграла парный титул в Голд-Косте в дуэте с Агнеш Савай из Венгрии. В феврале Сафина сыграла за сборную в 1/4 финала Кубка Федерации против команды Израиля и начала не очень удачно, проиграв первый матч Шахар Пеер, а затем сыграла парную встречу с Еленой Весниной, в которой они победили (игра уже не решала судьбу 1/4 финала, так россиянке обеспечили себе проход дальше. В 2008 году больше в Кубке Федерации Сафина не играла, однако сборная России по итогу смогла выиграть этот престижный трофей. Не слишком удачно начав сезон, Сафина в марте начала набирать свою форму. На турнире 1-й категории в Индиан-Уэллсе в парном разряде совместно с Весниной удалось выиграть титул. На следующем статусном турнире в Майами Динара добралась до четвертьфинала уже в одиночном разряде.
В мае 2008 года Сафина впервые смогла выиграть турнир 1-й категории в одиночном разряде. Ей удалось победить на грунтовом турнире в Берлине, обыграв трёх соперниц из первой десятки рейтинга, включая её лидера — Жюстин Энен (в третьем раунде). В четвертьфинале она смогла единственный раз в карьере обыграть Серену Уильямс, а в полуфинале нанесла поражение Викторией Азаренко. В финале Сафина встретилась с соотечественницей Еленой Дементьевой и победила со счётом 3:6, 6:2, 6:2. После турнира в Берлине Сафина достигла наивысшей позиции в парном рейтинге в своей карьере, поднявшись на 8-ю строчку. Великолепная игра Сафиной продолжилась и на Открытом чемпионате Франции. Легко преодолев первые три раунда, в четвёртом жребий свёл её со, ставшей первой ракеткой мира, Марией Шараповой и Сафина смогла обыграть её в трёх сетах. Далее ей предстояло вновь сыграть с россиянками: в 1/4 финала она преодолела сопротивление Дементьевой, а в 1/2 финала в двух сетах победила Кузнецову. В первом в карьере одиночном финале Большого шлема Сафина встретилась Аной Иванович из Сербии, но настроя уже не хватило на победу и титул достался Иванович. Выступление на кортах Ролан Гаррос позволило Сафиной подняться в топ-10 одиночного рейтинга и занять 9-е место.
В июне 2008 года Сафина перед Уимблдоном традиционно выступила на турнире в Хертогенбосе и доиграла до финала. В полуфинале она в очередной раз выиграла Дементьеву, а в финале уступила Тамарин Танасугарн. Сам Уимблдон завершился поражением в третьем раунде от Шахар Пеер. Второй пик формы сезона пришёлся на летне-осенний хардовый сезон, где Сафина выиграла три титула, но на самых крупных соревнованиях вновь оступилась в решающий момент. Начала этот отрезок Сафина с победы на турнире в Лос-Анджелесе, где она в том числе смогла обыграть Азаренко и Янкович, а в финале Флавию Пеннетту. Затем она выиграла ещё один титул, взяв его на турнире 1-й категории в Монреале. На этот раз в решающих стадия были обыграны Кузнецова, вновь Азаренко и в финале Доминика Цибулкова. После триумфа в Канаде Сафина отправилась на первые и единственный в своей карьере Олимпийские игры, которые прошли в Пекине. Сафина смогла выбить в четвертьфинале первую ракетку мира на тот момент Елену Янкович, а в полуфинале местного лидера Ли На, обеспечив себе медаль Олимпиады. В российском финале Олимпиады Сафина проиграла в трёх сетах Елене Дементьевой, которую до этого трижды в сезоне обыгрывала. В парном турнире Олимпиады Динара сыграла в связке с Кузнецовой и они смогли добраться до четвертьфинала, где проиграли китаянкам Чжэн Цзе и Янь Цзы. Завершила этот отрезок сезона Сафина выходом в полуфинал на Открытом чемпионате США, в борьбе за финал уступив Серене Уильямс. Серия успешных выступлений позволила после выступлений в США подняться в топ-5 мирового рейтинга.
Осенью Сафина выиграла ещё один титул на турнире 1-й категории в Токио, где победила в решающий момент Светлану Кузнецову. Ещё один триумф позволил Сафиной подняться в рейтинге уже на 3-ю позицию. На турнире 1-й категории в Москве она вновь обыграла Кузнецову на стадии 1/4 финала, но в полуфинале проиграла Вере Звонарёвой. Отобравшись на Итоговый турнир россиянка не смогла выиграть там и матча, но завершила сезон третьей ракеткой мира. Успехи Сафиной были отмечены наградой WTA за лучший «Прогресс года».

### 2009—2011 (два финала Большого шлема. № 1 в мире и завершение карьеры)

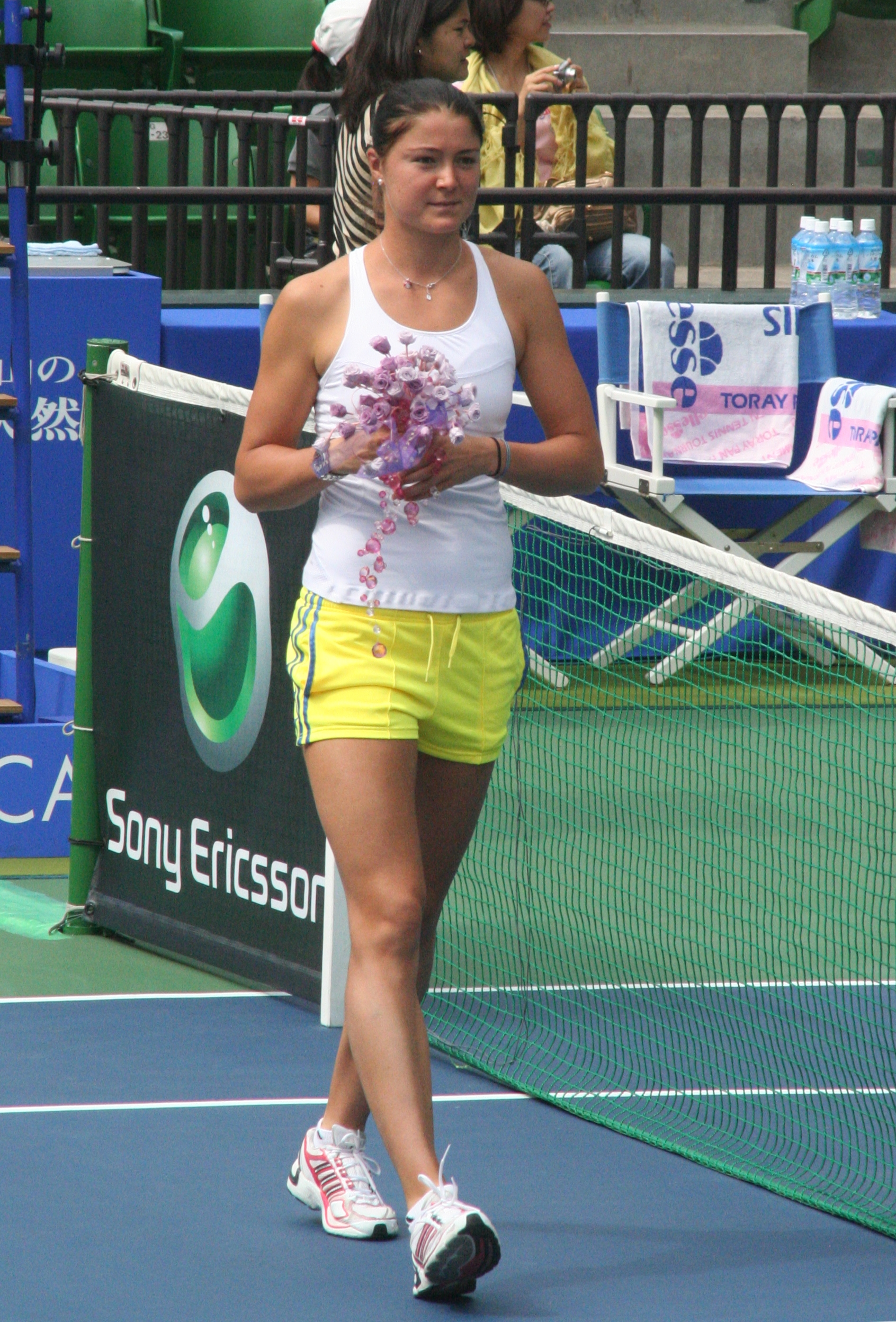
Сафина на турнире в Токио 2009 года

2009 год Сафина начала на уровне сильнейших теннисисток тура, занимав третью строчку в мире. На старте сезона, в последний год игровой карьеры своего брата Марата, Динара приняла участие и в ещё одном неофициально командном турнире Кубке Хопмана. Сафины сравнительно уверенно выиграли свою группу, лишь раз судьба матча определялась в матче в миксте, но в финале они не смогли справиться со словаками, уступив им обе одиночные встречи. Первый официальный турнир WTA Сафина сыграла в Сиднее и смогла выйти в финал, в котором её обыграла Елена Дементьева. На Открытом чемпионате Австралии она смогла выйти в свой второй одиночный финал Большого шлема, где сразилась против американки Серены Уильямс и проиграла ей, взяв в двух сетах лишь три гейма. Рейтинговые очки, полученные за финал в Мельбурне, позволили Динаре подняться на вторую строчку в мировом рейтинге. В марте на Премьер-турнире высшей категории в Индиан-Уэллсе Сафина вышла в четвертьфинал.
В апреле 2009 года из-за рейтинговых потерь Серены Уильямс, Сафина, не игравшая с конца марта, смогла возглавить мировой рейтинг и стать второй в истории россиянкой (после Шараповой), кому удалось стать первой ракеткой мира в одиночном разряде. На первом для себя турнире в статусе лидера мировой классификации в Штутгарте, она смогла выйти в финал, в котором проиграла Светлане Кузнецовой. После этого Сафина смогла выиграть связку двух престижных Премьер-турниров. Сначала она выиграла  турнир в Риме, а затем стала победительницей турнира в Мадриде. Завершить отрезок первым титулом на турнире Большого шлема, впрочем, всё равно не удалось, добравшись до финала Открытого чемпионата Франции, Сафина не смогла там справиться со Светланой Кузнецовой. Таким, образом прервалась её серия из 16 выигранных матчей подряд, начавшая от поражения от Кузнецовой в Штутгарте и закончившаяся поражением от неё же на Ролан Гаррос.
Успешно Сафина сыграла на травяном отрезке сезона в июне 2009 года, который принёс россиянке два полуфинала: в Хертогенбосе и впервые на Уимблдоне, где на пути к очередному финалу на её пути встала Винус Уильямс. Вторую половину сезона Сафина начала с победы на небольшом турнире в Портороже. На турнире серии Премьер 5 в Цинциннати она смогла доиграть до решающего матча, в котором проиграла Елене Янкович. Постепенно результаты Сафиной ухудшились, её всё больше стали донимать проблемы со спиной. На Открытого чемпионата США она в третьем раунде проиграла Петре Квитовой. В октябре Сафина на две недели потеряла первое место рейтинга, но перед Итоговым турниром вернула его себе, но только на неделю. После снятия с турнира во время первого матча её смогла опередить Серена Уильямс, ставшая первой по итогам года. В общей сложности Сафина смогла провести на вершине рейтинга 26 недель.
В 2010 году проблемы со здоровьем усугубились и Сафина заметно утратила свои былые позиции в рейтинге, откатившись в седьмой десяток классификации. Начала сезон она с выхода в четвертьфинал турнира в Сиднее. На турнирах Большого шлема она выиграла в тот сезон лишь три матча, причём все они выпали на открывавший сезон Открытый чемпионат Австралии. Проблемы со спиной заставляли её неоднократно брать паузы в турнирном графике, лишив её возможности сыграть февральско-мартовскую хардовую серию. Динара на корт вернулась в конце апреля на турнире в Штутгарте, где доиграла до четвертьфинала. Серия поражений и потери рейтинговых очков, в том числе и на Ролан Гаррос в первом раунде отбросили Сафину с 3-й на 20-ю позицию в рейтинге. Из-за проблем со здоровьем она пропустила Уимблдон. До конца года Сафина смогла занести себе в актив только два четвертьфинала на небольших турнирах в Нью-Хейвене и Сеуле, а также третий раунд Премьер-турнира в Монреале.
Через год спад ещё больше усугубился — смены тренеров и паузы в выступлениях не давали особого эффекта: результативность всё больше падала на турнирах любого уровня. Австралийский отрезок начала сезона она закончила тремя поражениями подряд. В начале марта 2011 года Сафина выиграла последний титул на профессиональном уровне. Взяла она его в паре на соревновании в Куала-Лумпуре вместе с Галиной Воскобоевой. На крупном турнире в Индиан-Уэллсе ей удалось добраться до четвёртого раунда и обыграть в том числе Даниэлу Гантухову и Саманту Стосур, но затем она проиграла Марии Шараповой. Грунтовую часть сезона в апреле она начала с выхода в четвертьфинал в Марбелье, но не смогла доиграть матч против Азаренко. На следующем турнире в Фесе она не смогла выйти на матч полуфинала, в который она прошла, выиграв три матча подряд. В мае 2011 года на турнире в Мадриде она вышла во второй раунд, в котором уступила Юлии Гёргес со счетом 6:4, 4:6, 6:4. Позже выяснилось, что этот матч стал последним в карьере 25-летней россиянки. Сафина надолго взяла паузу в выступлениях и в мае 2014 года официально объявила, что в профессиональный тур в качестве игрока не вернётся.

## После завершения спортивной карьеры
После завершения игровой карьеры Динара некоторое время появлялась в эфирах русскоязычной версии каналов «Eurosport», комментируя теннисные матчи в качестве приглашённого эксперта. Динара получила юридическое образование, работала в офисе «Кубка Кремля», затем тренировала в Нью-Йорке, в частности, Ангелину Калинину. Сейчас живет в Монте-Карло, планирует возобновить тренерскую деятельность.

## Итоговое место в рейтинге WTA по годам
| Год  | Одиночный рейтинг | Парный рейтинг |
| 2011 | 129               | 152            |
| 2010 | 62                | 175            |
| 2009 | 2                 | 289            |
| 2008 | 3                 | 25             |
| 2007 | 15                | 14             |
| 2006 | 11                | 16             |
| 2005 | 20                | 28             |
| 2004 | 44                | 30             |
| 2003 | 54                | 144            |
| 2002 | 68                | 245            |
| 2001 | 394               | 305            |

## Выступления на турнирах

### Финалы турниров Большого шлема в одиночном разряде (3)

#### Поражения (3)
| №  | Год  | Турнир                         | Покрытие | Соперница в финале | Счёт    |
| 1. | 2008 | Открытый чемпионат Франции     | Грунт    | Ана Иванович       | 4-6 3-6 |
| 2. | 2009 | Открытый чемпионат Австралии   | Хард     | Серена Уильямс     | 0-6 3-6 |
| 3. | 2009 | Открытый чемпионат Франции (2) | Грунт    | Светлана Кузнецова | 4-6 2-6 |

### Финалы Олимпийских турниров в одиночном разряде (1)

#### Поражения (1)
| №  | Год  | Турнир       | Покрытие | Соперник в финале | Счет        |
| 1. | 2008 | Пекин, Китай | Хард     | Елена Дементьева  | 6-3 5-7 3-6 |

### Финалы турнировWTAв одиночном разряде (24)

#### Победы (12)
| Легенда: До 2009 года         | Легенда: С 2009 года  |
| ----------------------------- | --------------------- |
| Турниры Большого шлема (0+1*) |                       |
| Олимпиада (0)                 |                       |
| Итоговый турнир WTA (0)       |                       |
| 1-я категория (3+1)           | Premier Mandatory (1) |
| 2-я категория (2+2)           | Premier 5 (1)         |
| 3-я категория (2+4)           | Premier (0)           |
| 4-я категория (1)             | International (1+1)   |
| 5-я категория (1)             | International (1+1)   |

| Титулы по покрытиям | Титулы по месту проведения матчей турнира |
| ------------------- | ----------------------------------------- |
| Хард (5+7*)         | Зал (1+1)                                 |
| Грунт (6)           | Зал (1+1)                                 |
| Трава (0+1)         | Открытый воздух (11+8)                    |
| Ковёр (1+1)         | Открытый воздух (11+8)                    |

* количество побед в одиночном разряде + количество побед в парном разряде.
| №   | Дата             | Турнир               | Покрытие | Соперница в финале | Счёт            |
| 1.  | 27 июля 2002     | Сопот, Польша        | Грунт    | Генриета Надьова   | 6-3 4-0 — отказ |
| 2.  | 13 июля 2003     | Палермо, Италия      | Грунт    | Катарина Среботник | 6-3 6-4         |
| 3.  | 13 февраля 2005  | Париж, Франция       | Ковёр(i) | Амели Моресмо      | 6-4 2-6 6-3     |
| 4.  | 15 мая 2005      | Прага, Чехия         | Грунт    | Зузана Ондрашкова  | 7-6(2) 6-3      |
| 5.  | 6 января 2007    | Голд-Кост, Австралия | Хард     | Мартина Хингис     | 6-3 3-6 7-5     |
| 6.  | 11 мая 2008      | Берлин, Германия     | Грунт    | Елена Дементьева   | 3-6 6-2 6-2     |
| 7.  | 27 июля 2008     | Лос-Анджелес, США    | Хард     | Флавия Пеннетта    | 6-4 6-2         |
| 8.  | 3 августа 2008   | Монреаль, Канада     | Хард     | Доминика Цибулкова | 6-2 6-1         |
| 9.  | 21 сентября 2008 | Токио, Япония        | Хард     | Светлана Кузнецова | 6-1 6-3         |
| 10. | 9 мая 2009       | Рим, Италия          | Грунт    | Светлана Кузнецова | 6-3 6-2         |
| 11. | 17 мая 2009      | Мадрид, Испания      | Грунт    | Каролина Возняцки  | 6-2 6-4         |
| 12. | 26 июля 2009     | Порторож, Словения   | Хард     | Сара Эррани        | 6-7(5) 6-1 7-5  |

#### Поражения (12)
| №   | Дата            | Турнир                         | Покрытие | Соперница в финале | Счёт        |
| 1.  | 31 октября 2004 | Люксембург                     | Хард(i)  | Алисия Молик       | 3-6 4-6     |
| 2.  | 21 мая 2006     | Рим, Италия                    | Грунт    | Мартина Хингис     | 2-6 5-7     |
| 3.  | 24 июня 2006    | Хертогенбос, Нидерланды        | Трава    | Михаэлла Крайчек   | 3-6 4-6     |
| 4.  | 15 апреля 2007  | Чарлстон, США                  | Грунт    | Елена Янкович      | 2-6 2-6     |
| 5.  | 7 июня 2008     | Открытый чемпионат Франции     | Грунт    | Ана Иванович       | 4-6 3-6     |
| 6.  | 21 июня 2008    | Хертогенбос, Нидерланды (2)    | Трава    | Тамарин Танасугарн | 5-7 3-6     |
| 7.  | 17 августа 2008 | Олимпиада                      | Хард     | Елена Дементьева   | 6-3 5-7 3-6 |
| 8.  | 16 января 2009  | Сидней, Австралия              | Хард     | Елена Дементьева   | 3-6 6-2 1-6 |
| 9.  | 31 января 2009  | Открытый чемпионат Австралии   | Хард     | Серена Уильямс     | 0-6 3-6     |
| 10. | 3 мая 2009      | Штутгарт, Германия             | Грунт(i) | Светлана Кузнецова | 4-6 3-6     |
| 11. | 6 июня 2009     | Открытый чемпионат Франции (2) | Грунт    | Светлана Кузнецова | 4-6 2-6     |
| 12. | 16 августа 2009 | Цинциннати, США                | Хард     | Елена Янкович      | 4-6 2-6     |

### Финалы турнировITFв одиночном разряде (5)

#### Победы (4)
| Легенда:          |
| ----------------- |
| 100.000 USD (0)   |
| 75.000 USD (0)    |
| 50.000 USD (0)    |
| 25.000 USD (0)    |
| 10.000 USD (4+3*) |

| Титулы по покрытиям | Титулы по месту проведения матчей турнира |
| ------------------- | ----------------------------------------- |
| Хард (0)            | Зал (0)                                   |
| Грунт (4+3*)        | Зал (0)                                   |
| Трава (0)           | Открытый воздух (4+3)                     |
| Ковёр (0)           | Открытый воздух (4+3)                     |

* количество побед в одиночном разряде + количество побед в парном разряде.
| №  | Дата            | Турнир                | Покрытие | Соперница в финале   | Счёт           |
| 1. | 25 марта 2001   | Рим, Италия           | Грунт    | Мария Гезненге       | 7-5 6-0        |
| 2. | 3 февраля 2002  | Мальорка, Испания     | Грунт    | Маргалита Чахнашвили | 6-3 3-6 7-5    |
| 3. | 24 февраля 2002 | Гран-Канария, Испания | Грунт    | Либуша Прушова       | 2-6 6-2 6-1    |
| 4. | 31 марта 2002   | Рим, Италия           | Грунт    | Каролина Шпрем       | 6-7(3) 6-2 6-3 |

#### Поражения (1)
| №  | Дата           | Турнир            | Покрытие | Соперница в финале         | Счёт                |
| 1. | 26 ноября 2000 | Мальорка, Испания | Грунт    | Роса-Мария Андрес-Родригес | 3-5 2-4 4-0 4-2 3-5 |

### Финалы турниров Большого шлема в парном разряде (2)

#### Победы (1)
| №  | Год  | Турнир                     | Покрытие | Партнёрша   | Соперницы в финале        | Счёт    |
| 1. | 2007 | Открытый чемпионат США (2) | Хард     | Натали Деши | Чжань Юнжань Чжуан Цзяжун | 6-4 6-2 |

#### Поражения (1)
| №  | Год  | Турнир                 | Покрытие | Партнёрша          | Соперницы в финале         | Счёт       |
| 1. | 2006 | Открытый чемпионат США | Хард     | Катарина Среботник | Натали Деши Вера Звонарёва | 6-7(5) 5-7 |

### Финалы турнировWTAв парном разряде (16)

#### Победы (9)
| №  | Дата             | Турнир                   | Покрытие | Партнёрша               | Соперницы в финале                    | Счёт            |
| 1. | 26 сентября 2004 | Пекин, Китай             | Хард     | Эммануэль Гальярди      | Хисела Дулко Мария Венто-Кабчи        | 6-4 6-4         |
| 2. | 18 июня 2005     | Хертогенбос, Нидерланды  | Трава    | Анабель Медина Гарригес | Ивета Бенешова Нурия Льягостера Вивес | 6-4 2-6 7-6(11) |
| 3. | 7 января 2006    | Голд-Кост, Австралия     | Хард     | Меганн Шонесси          | Кара Блэк Ренне Стаббс                | 6-2 6-3         |
| 4. | 19 февраля 2006  | Антверпен, Бельгия       | Ковёр(i) | Катарина Среботник      | Стефани Форетц Михаэлла Крайчек       | 6-1 6-1         |
| 5. | 6 января 2007    | Голд-Кост, Австралия (2) | Хард     | Катарина Среботник      | Ивета Бенешова Галина Воскобоева      | 6-3 6-4         |
| 6. | 9 сентября 2007  | Открытый чемпионат США   | Хард     | Натали Деши             | Чжань Юнжань Чжуан Цзяжун             | 6-4 6-2         |
| 7. | 5 января 2008    | Голд-Кост, Австралия (3) | Хард     | Агнеш Савай             | Янь Цзы Чжэн Цзе                      | 6-1 6-2         |
| 8. | 22 марта 2008    | Индиан-Уэллс, США        | Хард     | Елена Веснина           | Янь Цзы Чжэн Цзе                      | 6-1 1-6 [10-8]  |
| 9. | 6 марта 2011     | Куала-Лумпур, Малайзия   | Хард     | Галина Воскобоева       | Ноппаван Летчивакан Джессика Мур      | 7-5 2-6 [10-5]  |

#### Поражения (7)
| №  | Дата             | Турнир                 | Покрытие | Партнёрша               | Соперницы в финале         | Счёт                 |
| 1. | 11 января 2003   | Канберра, Австралия    | Хард     | Дая Беданова            | Татьяна Гарбин Эмили Луа   | 3-6 6-3 4-6          |
| 2. | 17 января 2004   | Сидней, Австралия      | Хард     | Меганн Шонесси          | Кара Блэк Ренне Стаббс     | 5-7 6-3 4-6          |
| 3. | 14 января 2005   | Хобарт, Австралия      | Хард     | Анабель Медина Гарригес | Янь Цзы Чжэн Цзе           | 4-6 5-7              |
| 4. | 13 февраля 2005  | Париж, Франция         | Ковёр(i) | Анабель Медина Гарригес | Ивета Бенешова Квета Пешке | 2-6 6-2 2-6          |
| 5. | 20 февраля 2005  | Антверпен, Бельгия     | Ковёр(i) | Анабель Медина Гарригес | Кара Блэк Элс Калленс      | 6-3 4-6 4-6          |
| 6. | 10 сентября 2006 | Открытый чемпионат США | Хард     | Катарина Среботник      | Натали Деши Вера Звонарёва | 6-7(5) 5-7           |
| 7. | 7 октября 2007   | Штутгарт, Германия     | Хард(i)  | Чжань Юнжань            | Квета Пешке Ренне Стаббс   | 7-6(5) 6-7(4) [2-10] |

### Финалы турнировITFв парном разряде (4)

#### Победы (3)
| №  | Дата            | Турнир            | Покрытие | Партнёрша                  | Соперницы в финале                 | Счёт    |
| 1. | 11 февраля 2001 | Мальорка, Испания | Грунт    | Роса-Мария Андрес-Родригес | Оана-Елена Голимбьоски Андрея Ванк | 6-2 6-0 |
| 2. | 24 февраля 2002 | Мальорка, Испания | Грунт    | Роса-Мария Андрес-Родригес | Дженнифер Шмидт Мария Вольфбрандт  | 6-1 6-2 |
| 3. | 31 мая 2002     | Рим, Италия       | Грунт    | Клаудиа Ивоне              | Сильвия Диздери Милица Копривица   | 6-4 6-3 |

#### Поражения (1)
| №  | Дата           | Турнир            | Покрытие | Партнёрша      | Соперницы в финале             | Счёт        |
| 1. | 4 февраля 2001 | Мальорка, Испания | Грунт    | Лариса Гуревич | Джермана ди Натале Андрея Ванк | 5-7 6-3 4-6 |

### Финалы командных турниров (3)

#### Победы (2)
| №  | Год  | Турнир              | Команда                                  | Соперник в финале                | Счёт |
| 1. | 2005 | Кубок Федерации     | Россия Е.Дементьева, А.Мыскина, Д.Сафина | Франция М.Пьерс, А.Моресмо       | 3-2  |
| 2. | 2008 | Кубок Федерации (2) | Россия Не играла в финале.               | Испания Медина,Суарес,Льягостера | 4-0  |

#### Поражения (1)
| №  | Год  | Турнир        | Команда                    | Соперник в финале                | Счёт |
| 1. | 2009 | Кубок Хопмана | Россия · М.Сафин, Д.Сафина | Словакия · Д.Хрбаты, Д.Цибулкова | 0-2  |

## История выступлений на турнирах
| Турниры Большого шлема                |                |                |                |                |                |                |                |                |               |               |               |        |         |
| Открытый чемпионат Австралии          | -              | -              | 1Р             | 3Р             | 2Р             | 2Р             | 3Р             | 1Р             | Ф             | 4Р            | 1Р            | 0 / 9  | 15-9    |
| Открытый чемпионат Франции            | -              | -              | 1Р             | 2Р             | 1Р             | 1/4            | 4Р             | Ф              | Ф             | 1Р            | -             | 0 / 8  | 20-8    |
| Уимблдонский турнир                   | -              | К              | 1Р             | 1Р             | 3Р             | 3Р             | 2Р             | 3Р             | 1/2           | -             | -             | 0 / 7  | 12-7    |
| Открытый чемпионат США                | -              | 2Р             | 4Р             | 1Р             | 1Р             | 1/4            | 4Р             | 1/2            | 3Р            | 1Р            | -             | 0 / 9  | 18-9    |
| Итог                                  | 0 / 0          | 0 / 1          | 0 / 4          | 0 / 4          | 0 / 4          | 0 / 4          | 0 / 4          | 0 / 4          | 0 / 4         | 0 / 3         | 0 / 1         | 0 / 33 |         |
| В/П в сезоне                          | 0-0            | 1-1            | 3-4            | 3-4            | 3-4            | 11-4           | 9-4            | 13-4           | 19-4          | 3-3           | 0-1           |        | 65-33   |
| Олимпийские игры                      |                |                |                |                |                |                |                |                |               |               |               |        |         |
| Летняя олимпиада                      | НП             | НП             | НП             | -              | Не проводился  | Не проводился  | Не проводился  | Ф              | Не проводился | Не проводился | Не проводился | 0 / 1  | 5-1     |
| Итоговый турнир WTA                   |                |                |                |                |                |                |                |                |               |               |               |        |         |
| Итоговый турнир WTA                   | -              | -              | -              | -              | -              | -              | -              | Группа         | Группа        | -             | -             | 0 / 2  | 0-4     |
| Турниры WTA Premier Mandatory         |                |                |                |                |                |                |                |                |               |               |               |        |         |
| Индиан-Уэллс                          | -              | -              | 1Р             | -              | 3Р             | 1/4            | 3Р             | 3Р             | 1/4           | -             | 4Р            | 0 / 7  | 12-7    |
| Майами                                | -              | -              | 2Р             | 2Р             | 2Р             | 2Р             | 4Р             | 1/4            | 3Р            | -             | 2Р            | 0 / 8  | 8-8     |
| Мадрид                                | Не проводился  | Не проводился  | Не проводился  | Не проводился  | Не проводился  | Не проводился  | Не проводился  | Не проводился  | П             | 1Р            | 2Р            | 1 / 3  | 6-2     |
| Пекин                                 | Не 1 категория | Не 1 категория | Не 1 категория | Не 1 категория | Не 1 категория | Не 1 категория | Не 1 категория | Не 1 категория | 2Р            | 1Р            | -             | 0 / 2  | 1-2     |
| Турниры WTA Premier 5                 |                |                |                |                |                |                |                |                |               |               |               |        |         |
| Доха / Дубай                          | Не 1 категория | Не 1 категория | Не 1 категория | Не 1 категория | Не 1 категория | Не 1 категория | Не 1 категория | 3Р             | 2Р            | -             | -             | 0 / 2  | 2-2     |
| Рим                                   | -              | -              | 2Р             | 2Р             | -              | Ф              | 1/4            | -              | П             | 2Р            | -             | 1 / 6  | 14-5    |
| Монреаль / Торонто                    | -              | -              | -              | -              | 2Р             | 1/2            | 3Р             | П              | 2Р            | 3Р            | -             | 1 / 6  | 13-5    |
| Цинциннати                            | Не проводился  | Не проводился  | Не проводился  | Не 1 категория | Не 1 категория | Не 1 категория | Не 1 категория | Не 1 категория | Ф             | 2Р            | -             | 0 / 2  | 5-2     |
| Токио                                 | -              | -              | -              | -              | -              | -              | -              | П              | 2Р            | 1Р            | -             | 1 / 3  | 4-2     |
| Прочие бывшие турниры 1 категории WTA |                |                |                |                |                |                |                |                |               |               |               |        |         |
| Чарлстон                              | -              | -              | -              | -              | -              | 1/4            | Ф              | 3Р             | NM5           | NM5           | NM5           | 0 / 3  | 7-3     |
| Москва                                | К              | 2Р             | 2Р             | 2Р             | 1/2            | 1Р             | 1/2            | 1/2            | NM5           | NM5           | NM5           | 0 / 7  | 11-7    |
| Сан-Диего                             | Не 1 категория | Не 1 категория | Не 1 категория | -              | 3Р             | 1Р             | 3Р             | НП             | НП            | NM5           | NM5           | 0 / 3  | 3-3     |
| Берлин                                | -              | -              | 2Р             | 1Р             | 2Р             | 1/4            | 1/4            | П              | Не проводился | Не проводился | Не проводился | 1 / 6  | 13-5    |
| Цюрих                                 | -              | -              | -              | -              | -              | -              | 1Р             | Н1К            | Не проводился | Не проводился | Не проводился | 0 / 1  | 0-1     |
| Статистика за карьеру                 |                |                |                |                |                |                |                |                |               |               |               |        |         |
| Проведено финалов                     | 0              | 1              | 1              | 1              | 2              | 2              | 2              | 7              | 8             | 0             | 0             | 24     |         |
| Выиграно турниров                     | 0              | 1              | 1              | 0              | 2              | 0              | 1              | 4              | 3             | 0             | 0             | 12     |         |
| В/П: всего                            | 17-5           | 39-8           | 25-15          | 24-20          | 36-20          | 44-21          | 43-22          | 55-20          | 55-16         | 13-16         | 11-8          |        | 371-173 |
| Σ % побед                             | 77 %           | 83 %           | 62 %           | 55 %           | 64 %           | 68 %           | 66 %           | 73 %           | 77 %          | 45 %          | 58 %          |        | 68 %    |

К — проигрыш в квалификационном турнире.
НM5 — не Premier Mandatory и не Premier 5.
| Турнир                       | 2003  | 2004  | 2005          | 2006          | 2007          | 2008  | 2010  | 2011  | Итог   | В/П за карьеру |
| ---------------------------- | ----- | ----- | ------------- | ------------- | ------------- | ----- | ----- | ----- | ------ | -------------- |
| Турниры Большого шлема       |       |       |               |               |               |       |       |       |        |                |
| Открытый чемпионат Австралии | -     | 1/4   | 1/4           | 2Р            | 3Р            | 1Р    | -     | 1Р    | 0 / 6  | 9-6            |
| Открытый чемпионат Франции   | 1Р    | 2Р    | 2Р            | 3Р            | 3Р            | 3Р    | 2Р    | -     | 0 / 7  | 9-7            |
| Уимблдонский турнир          | К     | -     | 3Р            | -             | 1Р            | 3Р    | -     | -     | 0 / 4  | 5-4            |
| Открытый чемпионат США       | -     | 1Р    | 1Р            | Ф             | П             | -     | -     | -     | 1 / 4  | 11-3           |
| Итог                         | 0 / 2 | 0 / 3 | 0 / 4         | 0 / 3         | 1 / 4         | 0 / 3 | 0 / 1 | 0 / 1 | 1 / 21 |                |
| В/П в сезоне                 | 1-2   | 4-3   | 6-4           | 8-3           | 10-3          | 4-3   | 1-1   | 0-1   |        | 34-20          |
| Олимпийские игры             |       |       |               |               |               |       |       |       |        |                |
| Летняя олимпиада             | НП    | -     | Не проводился | Не проводился | Не проводился | 1/4   | НП    | НП    | 0 / 1  | 2-1            |

К — проигрыш в квалификационном турнире.
| Турнир                     | 2005  | 2006  | Итог  | В/П за карьеру |
| -------------------------- | ----- | ----- | ----- | -------------- |
| Турниры Большого шлема     |       |       |       |                |
| Открытый чемпионат Франции | 2Р    | -     | 0 / 1 | 1-1            |
| Уимблдонский турнир        | -     | 2Р    | 0 / 1 | 0-1            |
| Открытый чемпионат США     | 1/2   | -     | 0 / 1 | 3-1            |
| Итог                       | 0 / 2 | 0 / 1 | 0 / 3 |                |
| В/П в сезоне               | 4-2   | 0-1   |       | 4-3            |

## История результатов матчей на турнирах с выходами в финал (Большой шлем и Олимпиада)
Открытый чемпионат Франции-2008
| Стадия  | Соперник (посев)         | Рейтинг | Счёт              |
| 1 раунд | Катерина Бондаренко      | 57      | 6-1 6-3           |
| 2 раунд | Магдалена Рыбарикова (Q) | 158     | 6-0 6-1           |
| 3 раунд | Чжэн Цзе (Q)             | 200     | 6-2 7-5           |
| 4 раунд | Мария Шарапова (1)       | 1       | 6-7(6) 7-6(5) 6-2 |
| 1/4     | Елена Дементьева (7)     | 8       | 4-6 7-6(5) 6-0    |
| 1/2     | Светлана Кузнецова (4)   | 4       | 6-3 6-2           |
| Финал   | Ана Иванович (2)         | 2       | 4-6 3-6           |

Олимпиада-2008
| Стадия  | Соперник (посев)                 | Рейтинг | Счёт        |
| 1 раунд | Мара Сантанджело (PR)            | 176     | 6-3 7-6(1)  |
| 2 раунд | Мария Хосе Мартинес Санчес (Alt) | 86      | 7-6(3) 6-1  |
| 3 раунд | Чжэн Цзе (PR)                    | 38      | 6-4 6-3     |
| 1/4     | Елена Янкович (2)                | 1       | 6-2 5-7 6-3 |
| 1/2     | Ли На                            | 42      | 7-6(3) 7-5  |
| Финал   | Елена Дементьева (5)             | 7       | 6-3 5-7 3-6 |

Открытый чемпионат Австралии-2009
| Стадия  | Соперник (посев)   | Рейтинг | Счёт           |
| 1 раунд | Алла Кудрявцева    | 70      | 6-3 6-4        |
| 2 раунд | Екатерина Макарова | 49      | 6-7(3) 6-3 6-0 |
| 3 раунд | Кайя Канепи (25)   | 28      | 6-2 6-2        |
| 4 раунд | Ализе Корне (15)   | 16      | 6-2 2-6 7-5    |
| 1/4     | Елена Докич (WC)   | 187     | 6-4 4-6 6-4    |
| 1/2     | Вера Звонарёва (7) | 7       | 6-3 7-6(4)     |
| Финал   | Серена Уильямс (2) | 2       | 0-6 3-6        |

Открытый чемпионат Франции-2009
| Стадия  | Соперник (посев)            | Рейтинг | Счёт        |
| 1 раунд | Энн Кеотавонг               | 48      | 6-0 6-0     |
| 2 раунд | Виталия Дьяченко (Q)        | 153     | 6-1 6-1     |
| 3 раунд | Анастасия Павлюченкова (27) | 27      | 6-2 6-0     |
| 4 раунд | Араван Резаи                | 57      | 6-1 6-0     |
| 1/4     | Виктория Азаренко (9)       | 9       | 1-6 6-4 6-2 |
| 1/2     | Доминика Цибулкова (20)     | 19      | 6-3 6-3     |
| Финал   | Светлана Кузнецова (7)      | 7       | 4-6 2-6     |

Открытый чемпионат США-2006 (в паре с Катариной Среботник)
| Стадия  | Соперницы (посев)               | Рейтинг | Счёт        |
| 1 раунд | Ярмила Гайдошова Брианн Стюарт  | 77 / 73 | 7-5 6-1     |
| 2 раунд | Ева Бирнерова Анастасия Екимова | 82 / 84 | 6-3 6-4     |
| 3 раунд | Бетани Маттек Елена Янкович     | 48 / 52 | 6-3 6-4     |
| 1/4     | Кара Блэк Ренне Стаббс (3)      | 5 / 6   | 6-4 7-6(3)  |
| 1/2     | Лиза Реймонд Саманта Стосур (1) | 1 / 1   | 6-4 1-6 6-3 |
| Финал   | Натали Деши Вера Звонарёва      | 72 / 25 | 6-7(5) 5-7  |

Открытый чемпионат США-2007 (в паре с Натали Деши)
| Стадия  | Соперницы (посев)                 | Рейтинг  | Счёт        |
| 1 раунд | Карин Кнапп Франческа Скьявоне    | 155 / 16 | 6-4 6-1     |
| 2 раунд | Жанетта Гусарова Патти Шнидер     | 26 / 113 | 6-3 7-5     |
| 3 раунд | Татьяна Гарбин Шахар Пеер (12)    | 40 / 33  | 6-4 1-6 7-5 |
| 1/4     | Катарина Среботник Ай Сугияма (3) | 5 / 7    | 7-5 6-3     |
| 1/2     | Квета Пешке Ренне Стаббс (6)      | 12 / 9   | 6-4 6-4     |
| Финал   | Чжань Юнжань Чжуан Цзяжун (5)     | 10 / 11  | 6-4 6-2     |

## Призовые за время выступлений вWTAтуре
| Год        | Титулы ТБШ | Титулы WTA | Призовые ($) | Место в рейтинге призовых |
| ---------- | ---------- | ---------- | ------------ | ------------------------- |
| 2003       | 0          | 1          | 188,874      | 62                        |
| 2004       | 0          | 1          | 258,627      | 44                        |
| 2005       | 0          | 3          | 478,417      | 28                        |
| 2006       | 0          | 2          | 855,106      | 11                        |
| 2007       | 1          | 3          | 1,017,267    | 11                        |
| 2008       | 0          | 6          | 2,541,270    | 5                         |
| 2009       | 0          | 3          | 4,310,218    | 2                         |
| 2010       | 0          | 0          | 697,950      | 27                        |
| За карьеру | 1          | 12         | 10,585,640   | 28                        |